# Белкина, Тамара Ивановна
Тама́ра Ива́новна Бе́лкина (род.  2 декабря 1957, п. Чернуха, Дзержинский район, Горьковская область, РСФСР, СССР) — советский и российский деятель органов внутренних дел. Заместитель начальника ГУ МВД России по Красноярскому краю — начальник Главного следственного управления с 30 июня 2006 по 2021 (и. о. 2005 — 30 июля 2006). Исполняющая обязанности начальника ГУ МВД России по Красноярскому краю с 26 августа по 29 декабря 2016.
Генерал-майор юстиции (2007). Заслуженный сотрудник следственных органов Российской Федерации (2015). Тамара Ивановна Белкина — первая в России женщина, которой присвоено звание генерал-майора юстиции.

## Биография
Родилась 2 декабря 1957 года в посёлке Чернуха Дзержинского района Горьковской области в семье служащих. Окончила среднюю школу посёлка Красная Горка Дзержинского района Горьковской области.
В 1974 году поступила на работу, на должность начальника военно-учётного стола Красногорского поселкового Совета и одновременно поступила на Горьковский факультет Всесоюзного юридического заочного института, который успешно окончила в 1979 году.
Ещё будучи студенткой, Тамара Ивановна вышла замуж за военнослужащего. В августе 1978 года вместе с мужем переехала на постоянное место жительства в Саратов.
В сентябре 1979 года Белкины переехали в город Шуя Ивановской области.
Там Тамара Ивановна заняла должность начальника кабинета профилактики медицинского вытрезвителя отдела внутренних дел Шуйского горисполкома. В сентябре 1980 года была назначена на должность следователя Шуйского ГОВД, а в августе 1987 года — на должность старшего следователя.
В сентябре 1989 года Белкины снова переезжают, теперь — в Ленинград (Санкт-Петербург). Тамара Ивановна поступает на должность следователя СО УВД Калининского райисполкома Ленинграда. Через год её повышают до старшего следователя по особо важным делам.
Когда в 1992 году её мужа направляют на службу в Красноярск, она снова отправляется за ним. Здесь она поступила на должность следователя межрайонного отдела по расследованию преступлений УВД Красноярска. А уже в октябре 1992 года была назначена на должность старшего следователя того же отдела. В сентябре 1994 года Тамара Ивановна получает новое повышение — должность заместителя начальника следственного отдела в ОВД Советского района Красноярска, в мае 1995 года — должность начальника этого отдела.
С 15 октября 1998 года по ноябрь 2005 года — начальник следственного управления УВД Красноярска.
С ноября 2005 года по июнь 2006 года Тамара Ивановна исполняет обязанности заместителя начальника ГУВД — начальника ГСУ при ГУВД Красноярского края, а 30 июня 2006 года назначается на эту должность, которую занимала по 2021 год. 6 мая 2011, после прохождения аттестации, назначена заместителем начальника ГУ МВД России по Красноярскому краю — начальником Главного следственного управления.
Указом Президента Российской Федерации от 7 июня 2007 года № 726 ей было присвоено очередное специальное звание генерал-майор юстиции.
С 26 августа по 29 декабря 2016 года — была исполняющей обязанности начальника ГУ МВД России по Красноярскому краю.
Ушла в отставку в 2021 году.

## Семья
Замужем, есть 2 дочери и 8 внуков.

## Награды
За время службы имеет свыше 50 поощрений.
- Медаль «За доблесть в службе»[5]
- Медаль «За отличие в охране общественного порядка»
- Медаль «За отличие в службе» I и II степеней
- Медаль «За безупречную службу» III степени
- Медаль «200 лет МВД России»
- Нагрудный знак «За отличную службу в МВД» I степени
- Заслуженный сотрудник следственных органов Российской Федерации (28 мая 2015)[6][7]
- Почётный сотрудник МВД России (6 апреля 2022) — за образцовое исполнение служебных обязанностей и достигнутые успехи в работе[8]
- Почётный сотрудник ГУ МВД России по Красноярскому краю (6 апреля 2022) — за многолетнюю добросовестную службу и большой личный вклад в дело борьбы с преступностью, укрепление общественной безопасности[8]